# Lochblende

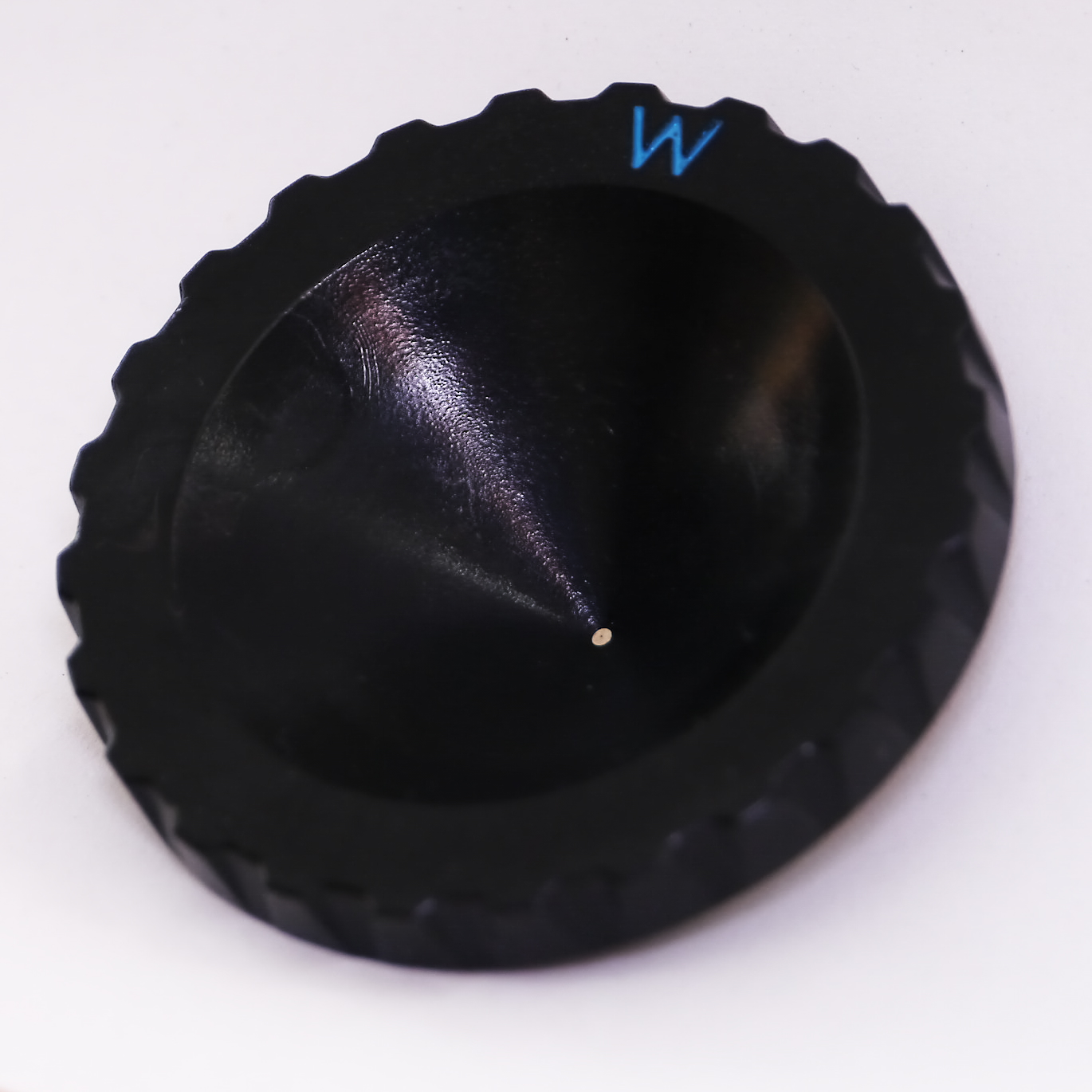
Bajonettadapter mit einer konischen Vertiefung, in der sich eine Lochblende befindet, die aus einer Metallfolie besteht, in die ein Loch mit einem Durchmesser von 0,09 Millimeter geätzt wurde (kleiner schwarzer Punkt in der Mitte)

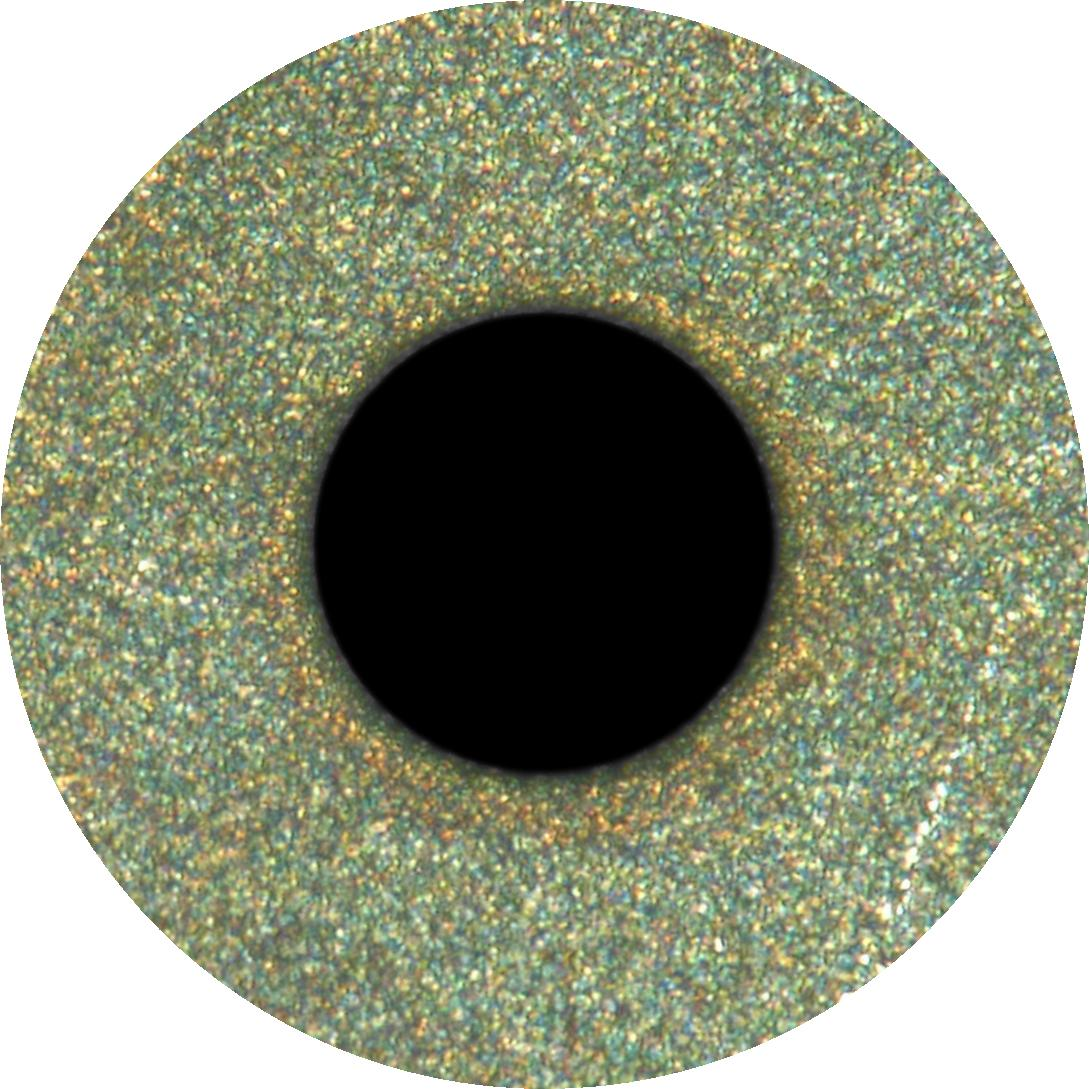
Optische Vergrößerung der photochemisch geätzten Lochblende aus Metallfolie im Auflichtmikroskop (Durchmesser der Öffnung = 0,09 Millimeter).

Als Lochblende wird in der Optik und in der Fotografie eine kleine, lochförmige Öffnung bezeichnet, mit der sich auch ohne Linse ein lichtschwaches Bild erzeugen lässt. Sie ist die Basis der Lochkamera bzw. der Camera obscura.
Je kleiner die Öffnung, desto schärfer das geometrisch erzeugte Bild, es ist aber auch umso lichtschwächer und umso stärker durch die Größe der Beugungsscheibchen begrenzt.

## Anwendungsbeispiele
Als einschwenkbare fotografische Blende waren Lochblenden früher in einfache Kameraobjektive eingebaut, um an Sonnentagen die Lichtmenge zu verringern oder die Schärfentiefe zu erhöhen; heute erfolgt dies mit stufenlos verstellbaren Lamellenblenden.
Kleine Lochblenden werden auch in der Konfokaltechnik oder bei der Fourierlinse verwendet, wenn es um eine erwünschte Streuung beziehungsweise Beugung eng gebündelter Lichtstrahlen geht oder um die Erzeugung eines idealen Beugungsscheibchens.
In der Röntgen- und Gammastrahlen-Optik sind Lochblenden aus Schwermetallen wie Blei oder Wolfram die technisch einfachste Lösung, um geometrisch korrekte Abbildungen mit dieser gefährlichen Strahlung zu erzeugen.
Lochblenden hatten früher auch in der Zeitmessung eine Bedeutung: die ältesten Sanduhren des 14. bis 17. Jahrhunderts bestanden aus zwei Glaskolben, zwischen denen der Sand durch eine Lochblende aus Metall oder Glimmer floss. Bei Sonnenuhren ist bis heute in den Schattenstab oft eine kleine Öffnung eingebaut, der Nodus, der zur Anzeige des Datums und damit der aktuellen Zeitgleichung dienen kann.
Im klassischen Planetarium und bei heutigen kleinen Zimmerplanetarien bestehen die Sternfeld-Projektoren aus entsprechend gestanzten Lochblenden – ein Prinzip, das umgekehrt auch bei der Rasterbrille genützt wird.
Für die Analyse und Optimierung von Strahlengängen in optischen Geräten, insbesondere bei Teleskopen, werden sogenannte Scheinerblenden oder Hartmannsche Lochblenden eingesetzt.

## Weblink
- Wenn ich schärfer sehen will, kneife ich die Augen zusammen. Wieso? (Memento vom 10. April 2017 im Internet Archive) in: Wissen vor 8 mit Vince Ebert (Erstausstrahlung 25. Juni 2012)